# Slowfox (album av Blå Tåget)
Slowfox är proggruppen Blå Tågets fjärde studioalbum, utgivet 1974 på MNW. Efter skivan splittrades bandet. 2002 återutgavs albumet på CD av MNW, med två bonuslåtar.

## Låtlista

### 1974 års utgåva

#### Sida A
1. "Nya vantarna" - 3:01
2. "Makten och friheten" - 5:30
3. "På parkeringsdäcket" - 5:14
4. "En vinterbild" - 3:02
5. "Mannen på verandan" - 4:23

#### Sida B
1. "Under antaget namn" - 4:52
2. "Hälsa Gud" - 4:46
3. "Slow-fox" - 4:50
4. "Vem som helst" - 4:08
5. "Vädersolens märke" - 2:48

### 2002 års version
1. "Nya vantarna" - 3:01
2. "Makten och friheten" - 5:30
3. "På parkeringsdäcket" - 5:14
4. "En vinterbild" - 3:02
5. "Mannen på verandan" - 4:23
6. "Under antaget namn" - 4:52
7. "Hälsa Gud" - 4:46
8. "Slow-fox" - 4:50
9. "Vem som helst" - 4:08
10. "Vädersolens märke" - 2:48
11. "Flyende vals" (bonusspår) - 2:25
12. "Vaggvisa" (bonusspår) - 3:18

## Medverkande musiker
- Carl Johan De Geer - trombon
- Kjell Westling - sträng- och blåsinstrument
- Leif Nylén - trummor
- Mats G Bengtsson - klaviatur
- Tore Berger - sång, klarinett
- Torkel Rasmusson - sång, munspel
- Urban Yman - bas, fiol, sång

### Fotnoter
1. ↑  ”Slowfox”. Progg.se. Arkiverad från originalet den 29 februari 2012. https://web.archive.org/web/20120229100530/http://www.progg.se/band.asp?ID=12&skiva=51. Läst 7 februari 2012.